# Amberd (ort)
Amberd (armeniska: Ամբերդ) är en ort i Armenien. Den ligger i provinsen Aragatsotn, i den västra delen av landet, 22 kilometer väster om huvudstaden Jerevan. Amberd ligger 949 meter över havet och antalet invånare är 1 267.
Terrängen runt Amberd är kuperad norrut, men söderut är den platt. Runt Amberd är det ganska tätbefolkat, med 230 invånare per kvadratkilometer.. Närmaste större samhälle är Etjmiadzin, 8,7 kilometer söder om Amberd. 
Trakten runt Amberd består i huvudsak av gräsmarker.